# Гардан
Гардан (фр. Gardanne) град је у Француској у региону Прованса-Алпи-Азурна обала, у департману Ушће Роне.
По подацима из 2011. године број становника у месту је био 20473.

## Демографија
| 1962.  | 1968.  | 1975.  | 1982.  | 1990.  | 1999.  | 2011.  |
| ------ | ------ | ------ | ------ | ------ | ------ | ------ |
| 11.261 | 12.601 | 14.120 | 15.122 | 17.864 | 19.323 | 20.473 |